# Emmiltis vannaria
Emmiltis vannaria är en fjärilsart som beskrevs av Franz Dannehl 1925. Emmiltis vannaria ingår i släktet Emmiltis och familjen mätare. Inga underarter finns listade i Catalogue of Life.